# Elección presidencial de El Salvador de 1927
La elección presidencial de El Salvador de 1927 fue llevada a cabo entre el 9 de enero de 1927. Pío Romero Bosque era el único candidato y ganó las elecciones.

## Gobierno de Alfonso Quiñonez
Alfonso Quiñonez Molina, durante su gobierno tuvo la creación de la Radio Nacional de El Salvador, anteriormente llamada (Radio AQM) en sus siglas de su nombre, la cual pasó a ser parte del circuito YSR durante el militarismo, también se creó La Fuerza Aérea Salvadoreña como parte de la flotilla aérea, con pilotos de origen italiano, así como dichas obras de infraestructura. 

## Intento de Reelección de Quiñonez
Alfonso Quiñonez Molina, intentó buscar una reelección presidencial para el periodo 1927-1931, haciendo una reforma a la constitución de 1886, pero esta terminó fracasando por falta de tiempo, además también por la intervencion del presidente de la United Fruit Company en donde alegaba que no habría reconocimiento del gobierno de EE.UU si Quiñones se reelegia. y como ya es costumbre prosiguió a darle el poder al Dr. Pío Romero Bosque, quien era médico personal de la familia Quiñonez lo cual generó confianza para darle el cargo, Romero Bosque no era de las grandes familias cafetaleras del país, lo cual dio como uno de los pocos presidentes de corte independiente que obtienen el poder.

## Gobierno de Pío Romero Bosque
Pío Romero Bosque no trabajo para dicha dinastía aunque participaria en la elección de 1919 en apoyo y contrapeso a Jorge Melendez, sin embargo ya en la presidencia se generó un descontento entre la familia Meléndez-Quiñonez, el expresidente Jorge Meléndez y Alfonso Quiñonez, intentaron realizar un golpe de Estado hacia Pío Romero Bosque, lo cual resultó en un fracaso y Quiñonez junto a Meléndez terminaron exiliándose hacia Costa Rica. Bosque prosiguió con su gobierno hasta 1931, lo cual abrió las puertas hacia un periodo democrático, durante su gobierno se dio autonomía a la Universidad de El Salvador, se creó la Asociación General de Estudiantes Universitarios Salvadoreños, (AGEUS), permitió la legalización de varios partidos políticos entre ellos el Partido Comunista Salvadoreño entre otros logros, sin embargo durante su gobierno también lidió con varias manifestaciones producidas en algunas ciudades de El Salvador, por diversos motivos las cuales fueron reprimidas, terminaría con su periodo en 1931, terminando con la Dinastía Meléndez Quiñonez y convocando a elecciones democráticas en las cuales terminó venciendo Arturo Araujo junto con Maximiliano Hernández Martínez, como vicepresidente, el entonces gobierno de Araujo terminó fracasando con 9 meses iniciada su presidencia por motivos de la gran depresión, la cual terminó instaurándose una dictadura militar que duraría 49 años en el poder, bajo el inicio de Maximiliano Hernández Martínez en 1931, hasta con Carlos Humberto Romero en 1979.
- Datos: Q7406530